# Veltheim (Winterthur)

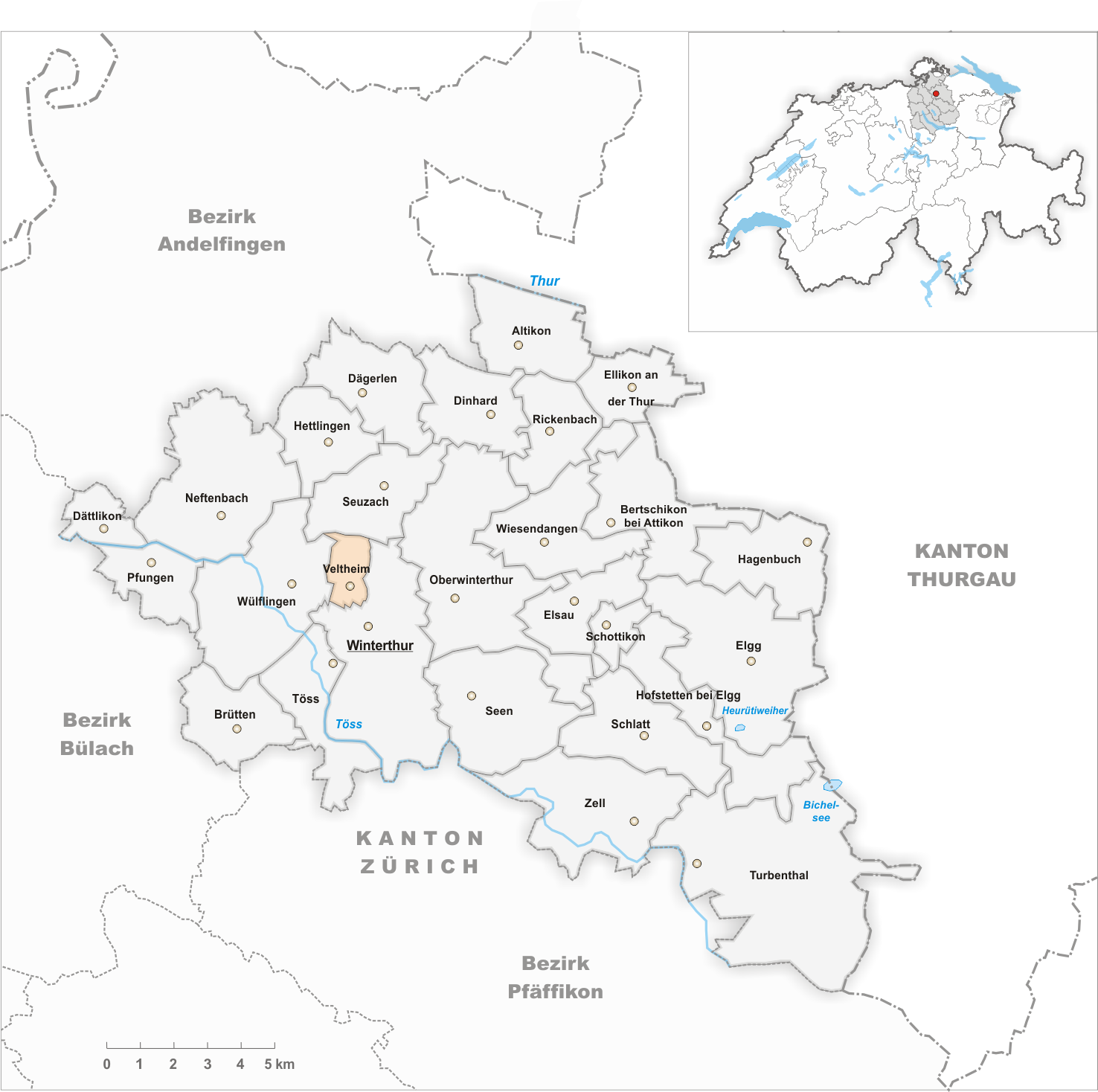
Gemeindestand vor der Fusion am 1. Januar 1922

Veltheim ist ein Stadtkreis der Stadt Winterthur in der Schweiz. Die ehemals selbständige Gemeinde Veltheim wurde 1922 eingemeindet und bildet den heutigen Kreis 5.

## Wappen
Blasonierung
In Rot über einer gestürzten silbernen Pflugschar pfahlweise ein silbernes Rebmesser mit goldenem Griff
Die Ursprünge des Veltemer Gemeindewappens sind vergleichsweise jung. Es gibt keine bekannten Darstellungen des Wappens, die vor die Mitte des 19. Jahrhunderts zurückreichen; noch 1838 verwendete das Gemeindeammannamt lediglich das Zürcher Schild als Wappen. Der früheste Nachweis des heutigen Wappens datiert auf eine Tafel mit Wappen der zürcherischen Gemeinden des Lithographen Johannes Krauer aus den 1860er-Jahren, wo das Wappen in der heute bekannten Anordnung und Farbgebung gezeigt wurde.

## Geographie
Der ehemalige Dorfkern Veltheims liegt nordnordöstlich der Winterthurer Altstadt am Fusse des zum Wolfensberg gehörenden Geländesporns Gallispitz. Der Stadtkreis Veltheim, der dem ehemaligen Gemeindebann Veltheim entspricht, liegt grösstenteils eingebettet zwischen den Stadtkreisen Stadt und Wülflingen. Im Norden liegt das zur Gemeinde Seuzach gehörende Oberohringen. Der Stadtteil besteht aus den Quartieren Rosenberg nördlich und Blumenau südlich der Rheinfallbahnlinie.
Der südliche Teil Veltheims liegt in der Eulachschotterebene und reicht bis zur Wartstrasse, wobei die am Fuss des Brühlbergs entlangfliessende Eulach den Stadtkreis nicht berührt. Der nördliche Teil des Stadtkreises liegt auf dem Rosenberg, eingebettet zwischen Lind- und Wolfensberg. Im Osten bildet dabei der Waldrand die Stadtkreisgrenze, im Westen verläuft sie über den Wolfensberg. Im Stadtgebiet selbst verläuft die Grenze – entsprechend dem ehemaligen Gemeindebann – grösstenteils mitten durch die Wohnquartiere. Die Grenze zur Gemeinde Seuzach verläuft unmittelbar südlich der Autobahn.

## Geschichte

### Steinzeit bis Römerzeit

Luftbild von Walter Mittelholzer (1923)

Früheste menschliche Spuren fanden sich in Veltheim aus der Jungsteinzeit, aus welcher Funde einer Steinaxt aus der Schnurkeramikkultur und eines Steinbeils zeugen. Aus der Bronzezeit existieren Keramikfunde, die auf eine Besiedlung bereits zu dieser Zeit hindeuten könnten. Ein Fund von 1878 der unter anderem Bronzebeile und einen Gusskuchen enthielt, wurde auf 900 v. Chr. datiert, jedoch wurde ein Teil des Fundes im Kunsthandel verkauft. Aus der Eisenzeit sind in Veltheim jedoch keine Funde dokumentiert.
Zu römischer Zeit bestand am Fusse des Wolfensberg ein Gutshof, wie durch eine Grabung bei der Kirche Veltheim nachgewiesen werden konnte. Ob dieser jedoch nahtlos in das heutige Dorf überging lässt sich nicht belegen. Weiter fand man auch römische Ziegel an der Weinbergstrasse, die auf eine allfällige Villa am Gallispitz hindeuten. Zudem gibt es Anhaltspunkte, dass entlang den Südhängen des Lind- und Wolfensbergs eine römische Nebenstrasse verlief, die von Vitudurum nach Tenedo verlief.

### Mittelalter
Aus dem Frühmittelalter gibt es Funde aus dem 6. Jahrhundert. Die erste urkundliche Erwähnung Veltheims (wie auch diejenige Seens) datiert auf das Jahr 774, als Blitgaer -der einer begüterten alemannischen Sippe entstammt – am 28. August 774 Güter in Feldhaim dem Kloster St. Gallen vermachte und sie danach als erbliche Lehen wieder entgegennahm. Während die Endung -haim auf einen fränkischen Ursprung der Siedlung hindeutet, lässt sich das Bestimmungswort Feld in diesem Kontext als Ebene deuten, womit hierbei die Talebene der Eulach gemeint sein könnte.
Die Kirche Veltheim entstand um 800 und dürfte vom Domkapitel Konstanz, dessen Bistum sie bis zur Reformation 1525 auch unterstand, dem Kloster St. Gallen oder der Abtei Reichenau gestiftet worden sein. Alle drei wiesen in den ersten Jahrhunderten der Veltemer Existenz Besitzungen in Veltheim auf, die sich jedoch nicht alle so genau datieren lassen wie jene des Klosters St. Gallen. Der im 14. Jh. errichtete Marienaltar legte den Grundstein für einige Jahrzehnte von Wallfahrten nach Veltheim. Weitere Gebäude aus früher Zeit dürften das Burghaus und der Kehlhof sein, wobei letzteres wohl der Sitz eines Grundherrn war. Als Heiratsgut aus der Vermählung mit Margaretha von Savoyen kam das Dorf mitsamt Kollatur 1230 in den Besitz von Graf Hartmann IV. von Kyburg. Am 15. Februar 1244 wurde in einer Urkunde mit einem «Heinrich von Veltheim» ein einziges Mal ein potenziell niederadliges Ministerialengeschlecht der Grafen von Kyburg erwähnt.
Mit dem Aussterben der Kyburger übernahm Rudolf von Habsburg das Dorf 1264 widerrechtlich aus der Heiratsgabe, obwohl Veltheim gemäss Urkunde von 1230 in den Besitz der Witwe Margareta von Savoyen übergehen sollte. Obwohl dieses Eigentumsrecht in den Jahren 1265 und 1271 nochmals bestätigt wurde, kümmerte dies den späteren römisch-deutschen König nicht mehr. In einem vom Winterthurer Schultheissen Wetzilo angelegten habsburgischen Rödel werden 1279 neben dem Kehlhof 12 Schupposen erwähnt. In einem weiteren Rödel von 1305 sind es bereits 15 Schupposen, eine Mühle, zwei Hofstätten, ein Weingarten und zwei ausserhalb gelegene Höfe.
Nachdem 1355 die Stadt Zürich gegen das damals zu Österreich-Habsburg gehörende Winterthur zog und den Chorherrenstift Heiligenberg abbrannte und auch das Kloster Töss beschädigte, bekam Letzteres als Entschädigung von den Habsburgern die Kollatur der Kirche Veltheim zugesprochen. Das Bistum Konstanz liess auf Bitte der Habsburger das Kloster die Kirche Veltheim inkorporieren, wodurch das Kloster auch das Zehntenrecht bekam. Die Kirche verblieb dann bis zur Aufhebung des Klosters im November 1525 beim Kloster.
Im Mittelalter gehörte neben dem Wolfensberg, der damals auf gerodetem Land auch Standort der Höfe Grettelberg (westlich des Gallispitz) und Rüti (am Ostrand des Waldes) war, auch ein Teil des Lindbergs zu Veltheim. Die damals dort stehenden Höfe Lindberg, Ackern und Altenburg gehörten ursprünglich zur Gemeinde Veltheim und waren auch in Richtung Veltheim zehntenpflichtig. Erst als die Höfe, wohl in der zweiten Hälfte des 15. Jahrhunderts, an das Spital Winterthur vermacht wurden, gingen diese irgendwann an die Stadt Winterthur und deren späteres Gemeindegebiet über. Die Stadt forstete das Gebiet der ehemaligen Höfe später auf.

### Unter Zürcher Herrschaft
1452 übernahm die Stadt Zürich die Grafschaft Kyburg endgültig von den Habsburgern, nachdem sie die Grafschaft zuvor bereits von 1424 bis 1442 sowie von 1452 bis zur endgültigen Übernahme als Pfand besass. Veltheim wurde dabei dem Enneramt der Grafschaft zugeteilt, da es aus Sicht der Kyburg auf der anderen Seite der Töss lag. Die Bevölkerung dürfte zu dieser Zeit rund 70–80 Einwohner betragen haben, geschätzt aufgrund eines Steuerregisters von 1467, das 16 Haushaltungen in Veltheim auswies. Veltheim lieferte dabei der Obrigkeit einen für die Region durchschnittlichen Steuerertrag ab. In einem Zürcher Urbar wurden in Veltheim 1569 21 Schuppissen erwähnt, wobei der Kehlhof als sechs Schuppose gezählt wurde.
In den folgenden Jahrhunderten wuchs die Bevölkerung dann rascher an, wie die ab 1643 vom Pfarrer erfassten Bevölkerungsverzeichnisse zeigen. So gab es 1649 noch 242 Einwohner in 49 Haushaltungen, 1670 wurden dann aber bereits 333 Einwohner registriert. Diese Zahl sank dann zwar 1678 wieder leicht auf 305 Einwohner, stieg aber danach stetig bis 1721, als 369 Einwohner in 76 Haushaltungen verzeichnet wurden. Ein stärkeres Bevölkerungswachstum wurde ab der zweiten Hälfte des 16. Jahrhunderts auch durch eine restriktive Politik gegenüber Neuzuzügern verhindert. So verhinderte man wo möglich den Bau neuer Häuser oder verweigerte Neubürgern die Aufnahme als Gemeindegenossen, wenn sie beispielsweise kein ganzes Haus besassen, sondern nur einen Hausteil bewohnten. Auch wurde die Einzugsgebühr auf Wunsch Veltheims durch die Zürcher Obrigkeit in den Jahren 1603 und 1644 erhöht. Zudem konnte die Gemeinde von einem Vorkaufsrecht auf Liegenschaften Gebrauch machen.
Um 1634 ist in der Gemeinde erstmals ein Schulmeister verzeichnet und von 1637 ist eine Schulordnung belegt, die den Schulmeister zu zwei Unterrichtstagen im Winter verpflichtet. Ab 1682 ist in Veltheim eine organisierte Feuerwehr belegt, 1764 wurde in der Gemeinde eine Feuerspritze angeschafft. Ab 1714 wurde auch eine Sommerschule während zunächst zweier Morgen abgehalten, die jedoch von 1735 bis 1745 während eines Jahrzehnts wieder nicht stattfand.
Kurz vor dem Ende des Ancien Régime baute sich das nun 443 Einwohner und rund 40 Häuser umfassende Dorf 1789 sein erstes Schulhaus, das heutige Wohnhaus an der Trottenstrasse 1.

### Nach der Französischen Revolution bis zur Stadtvereinigung
Mit dem Einmarsch der Franzosen am 27. April 1798 in Zürich endete auch für Veltheim das Ancien Regime. Am 12. November 1799 fanden in der nun neu gebildeten Munizipalität Veltheim erstmals Wahlen statt, wobei es bei der personellen Besetzung der politischen Ämter keine grösseren Umwälzungen gab. Mit der Mediationsverfassung von 1803 wurde Veltheim dem Bezirk Winterthur zugeteilt und gehörte darin zur Zunft Wülflingen, die als Wahl- und Gerichtskreis diente. In der darauffolgenden Restaurationszeit war die Gemeinde Teil des Oberamts Winterthur. Hart traf die Gemeinde eine Missernte im Jahr 1816, die zu einer Teuerung und Hungersnot führte. Im Jahr 1827 wird das kombinierte Schul- und Gemeindehaus Bachtelstrasse gebaut, 1878 kommt mit dem Schulhaus an der Löwenstrasse ein zweites hinzu. 1838 wurde in Veltheim erstmals eine Poststelle im damaligen Gasthaus Myrthe an der Bachtelstrasse 70 eröffnet. Diese schloss jedoch aus unbekannten Gründen im April 1857 wieder, und Ende September 1857 wurde an der Bachtelstrasse 62 eine neue Poststelle eröffnet. Als eine erneute Teuerung in den Jahren 1846/47 Einwohner in die Armut trieb, wurde in der Gemeinde ein Armenhaus eingerichtet.
Bedingt durch die Nähe zur Stadt Winterthur wurde Veltheim von der in der zweiten Hälfte des 19. Jahrhunderts aufkommenden Industrialisierung schneller und stärker erfasst als die anderen Vororte Winterthurs. Innert kürzester Zeit wurde die Gemeinde zum Arbeitervorort Winterthurs. Das Bauerndorf Veltheim verwuchs dabei zusehends mit der Stadt, zuerst hauptsächlich entlang der Feldstrasse. Ende der 1860er-Jahre entstand dabei im Juchquartier eine durch die Sulzer AG initiierte Arbeitersiedlung, die zusammen mit den Lokihäusern an der Jägerstrasse und den Rieterhäusern in Töss eine der Ältesten der Schweiz war. Die Siedlung wurde 1972 abgebrochen. Die endgültige Verschmelzung mit der Stadt wurde im März 1888 eingeläutet, als die Gemeindeversammlung der Überbauung der freien Reserven zwischen der Bahnlinie und Wülflingerstrasse zustimmte. Der daraus resultierende Überbauungsplan wurde 1892 vom Zürcher Regierungsrat bestätigt. 1895 folgte dann auch die Freigabe des restlichen Gemeindegebiets südlich der Wülflingerstrasse. Der schulische Bedarf in der neu erschlossenen Region wird 1905 mit dem Schulhaus Wülflingerstrasse abgedeckt.
Dieses schnelle Wachstum drückte auch auf die Veltemer Gemeindefinanzen, nach Wülflingen verfügte Veltheim über das zweitniedrigste Vermögenssteuerkapital der Winterthurer Vororte. Infrastrukturell war die Gemeinde vielerorts von den städtischen Betrieben abhängig, die beispielsweise die Wasserversorgung (1894), Strassenbeleuchtung (1897) und Elektrizität (1905) bereitstellten. Daraus wuchs der Wunsch einer Eingemeindung in die Stadt Winterthur, der von der Gemeinde 1889 erstmals in einer Broschüre geäussert wurde. Zwei Jahre später kam es zu einem ersten Initiativbegehren Veltheims diesbezüglich zuhanden des Kantonsrats. Die Winterthurer Stadtbevölkerung lehnte dieses jedoch 1894 ab. Stattdessen wurde der Gemeinde von Stadt und Kanton ein Unterstützungsbeitrag von je 5'000 Fr. zugesprochen. Bereits vier Jahre später scheiterte im Dezember 1898 ein erneuter Anlauf Veltheims wiederum am Winterthurer Souverän. Bis zur Jahrhundertwende wuchs die Bevölkerungszahl Veltheims um den Faktor 5,5 – von 721 Einwohnern im Jahr 1850 bis auf 4'009 Einwohner.
Von der Industrialisierung selbst bekam Veltheim neben dem Bevölkerungswachstum nicht viel ab, es siedelten sich nur wenige grössere Betriebe auf Gemeindegebiet Veltheims an. Erwähnenswert ist dabei neben einer Tricotwarenfabrik die 1876 eröffnete Teigwarenfabrik der Gebrüder Weilenmann und vor allem die 1915 errichtete Glühlampenfabrik Winterthur.
Im Fall der vonseiten Veltheims gewünschten Eingemeindung nahm die SP Veltheim im Februar 1916 das Heft selbst in die Hand, in dem sie bei der Kantonalpartei die Lancierung einer entsprechenden Volksinitiative initiierte. Dem dadurch erhöhten Druck gab Winterthur schliesslich nach, und ein entsprechend ausgearbeitetes Zuteilungsgesetz wurde am 4. Mai 1919 von der Zürcher Stimmbevölkerung angenommen. Die Veltemer Stimmbevölkerung nahm dabei die Eingemeindung mit 1302 Ja-Stimmen bei gerade mal 36 Nein-Stimmen überdeutlich an.
Zwei Jahre vor der Eingemeindung zählte die Gemeinde Veltheim 5'665 Einwohner. Hiermit wuchs Veltheim – gemessen am Zeitraum von 1850 bis 1920 – trotz seines kleinen Gemeindegebiets am schnellsten von allen Winterthurer Vorortsgemeinden. Mit einer Versiebenfachung seiner Einwohner überflügelte das Dorf sogar das Wachstum der Stadt Winterthur, die in demselben Zeitraum um das Fünffache anwuchs. Im Jahre 1922 erfolgte schliesslich die Eingemeindung Veltheims in die Stadt Winterthur zusammen mit den anderen bis dahin selbständigen Gemeinden Oberwinterthur, Seen, Töss und Wülflingen.

### Veltheim als Winterthurer Stadtkreis (ab 1922)
Auch nach der Stadtvereinigung setzte sich das Bevölkerungswachstum bis 1950 weiter fort. Jedoch verlagerte sich das Wachstum nun stadtauswärts, wo im Norden der Rosenberg zunehmend überbaut wurde. Dorthin, genauer gesagt zum 1913 erbauten Friedhof Rosenberg, wurde ab Frühling 1926 eine probeweise Buslinie eingeführt, die später per Volksentscheid definitiv weitergeführt wurde. Die 10'000-Einwohnermarke knackte der Stadtkreis schliesslich 1950, danach stagnierte das Bevölkerungswachstum, auch in Ermangelung weiterer Baureserven.
Um den Bedarf der gestiegenen Schülerzahlen zu decken, wurde 1952 an der Wülflingerstrasse das Oberstufenschulhaus Feld errichtet. 1956 wurde eine eigene Poststelle Rosenberg eröffnet. 1960 folgte auf dem Rosenberg der Bau des Primarschulhauses Schachen. Auch die Kirchen blieben im neu entstehenden Stadtteil auf dem Rosenberg nicht untätig, so wurde 1965 zunächst die reformierte Kirche Rosenberg errichtet und unweit davon 1971 die katholische Kirche St. Ulrich.
Ende 2004 wurde die Poststelle Veltheim, die sich zuletzt an der Wülflingerstrasse befand, geschlossen.

## Sehenswürdigkeiten und Kultur

### Veranstaltungen
Jährlich findet das Veltheimer Dorffest, die Veltmer Dorfet, auf dem Dorfplatz und in den angrenzenden Strassen statt.

## Sport
Der lokale Fussballklub, SC Veltheim, spielte bis 1930 in der höchsten Fussballliga der Schweiz. Heute ist der Club in den Amateurligen unterwegs.
Bis zur Fusion mit dem EHC Winterthur 1963 existierte auch der 1933 gegründete Eishockeyverein EHC Veltheim, ein einst erfolgreicher 1. Liga-Verein (dritthöchste Liga der Schweiz) der bis zu 1'200 Zuschauer an den Schützenweiher lockte.
Neben einigen erfolgreichen Turnern wie August Güttinger hatte der TV Veltheim auch eine Handballsektion, die früher in der Nationalliga B spielte. Auch der zweifache Schwingerkönig Karl Meli begann seine Karriere beim TV Veltheim.
Die Bogenschützen Winterthur haben ihr Clublokal in der Nähe des Schützenweiher.

## Verkehr
Aufgrund seiner Nähe zu Winterthur Hauptbahnhof hat Veltheim beim Bau der Eisenbahn keine eigene Bahnstation erhalten, obwohl der Stadtkreis von der Rheinfallbahn durchfahren wird. Erschlossen durch den öffentlichen Nahverkehr wird der Stadtteil hauptsächlich durch zwei Trolleybuslinien von Stadtbus Winterthur: Die Linie 2 (Wülflingen – HB – Seen), die Veltheim entlang der Wülflingerstrasse durchfährt und durch die Linie 3 (Rosenberg – HB – Oberseen) nach Rosenberg. Zu Hauptverkehrszeiten fährt zusätzlich noch die verkürzte Verstärkungslinie 2E (Schloss – HB – Waldegg) entlang der Wülflingerstrasse. Bevor sie das Stadtgebiet beim Rosenberg verlassen, halten ebenfalls die Regionallinien 674 (Pfungen–HB–Seuzach) an der Haltestelle Rosenberg und 676 (HB–Hettlingen–Henggart) an der Haltestelle Schützenhaus noch auf Kreisgebiet. An Wochenenden verkehren die Nachtlinien N64 (Winterthur–Hettlingen–Flaach–Riet bei Neftenbach) und N67 (Winterthur–Neftenbach–Pfungen–Dättlikon) mit Halt zum Aussteigen durch Veltheim.
Der nächste Autobahnanschluss an die A1/A4 ist Winterthur-Ohringen nördlich des Rosenbergs unmittelbar an der Stadtkreisgrenze.

## Söhne und Töchter Veltheims
- Conrad Hirzel (1824–1897), Ingenieur
- Konrad Grob (1828–1904), Lithograf und Maler
- Hans Georg Kägi (1935–1966), Maler und Zeichner
- Karl Meli (1938–2012), Schwinger